# Algernon Cadwallader
 (janvier 2022).
Algernon Cadwallader est un groupe américain d'emo et de math rock originaire de Yardley dans l'état de Pennsylvanie. Ils ont été actifs de 2005 à 2012,. Le magazine américain Rolling Stone a classé leur album Some Kind of Cadwallader à la trente-deuxième place des meilleurs albums d'Emo de tous les temps.

## Style musical
La musique d'Algernon Cadwallader appartient aux genres emo et math rock. Ils citent Cap'n Jazz et les Beatles comme source d'influences.

## Membres
- Peter Helmis - Voix, Basse (2005–2012)
- Joe Reinhart - Guitare (2005–2012)
- Nick Tazza - Batterie (2005–2008)
- Colin Mahony - Guitare (2005–2008)
- Tank Bergman - Batterie (2008–2012)

## Discographie
Albums studios
- 2008: Some Kind of Cadwallader
- 2011: Parrot Flies

EP
- 2006: Demo
- 2009: Fun

Compilation
- 2018: Algernon Cadwallader